# Wyverin Entertainment
Wyverin Entertainment este o echipă românească de dezvoltatori de jocuri și aplicații fondată în Sibiu în 2016 de către Raul Crăcea, Emil Ilea și Vlad Brumă. Echipa a început prin crearea de mici jocuri hiper-casual pentru iOS și Android. Au colaborat cu influenți locali din România precum Atenție, Cad Mere! și Nelson Mondialu pentru a dezvolta jocuri destinate publicului lor. Mai târziu, au început să creeze jocuri trivia și quiz-uri despre sporturi populare și cultură pop, jocuri sociale (precum ALLY care poate fi jucat doar cu prietenii sau familia ) dar și aplicații pentru povești interactive. Până în septembrie 2020, echipa a creat peste 70 de jocuri, majoritatea fiind disponibile pentru descărcare pe App Store, Google Play și Amazon.

## Istoric
Wyverin Entertainment a fost fondat de Raul Crăcea, Emil Ilea și Vlad Bruma în 2016.
În iunie 2016, compania a postat primul joc „Epic Differences” pe Google Play Store. Jocul provoca jucătorul să observe diferențele dintre două fotografii.
Mai târziu în acea vară, compania a creat un joc platformer numit Lynn, unde jucai drept niște dreptunghiuri cu formă diferită, sărind de pe o platformă pe alta, evitând obstacolele în diferite peisaje.
În noiembrie 2016, compania a schimbat game engine-ul pe care îl foloseau (de la Gamesalad la Buildbox) și a creat multe jocuri mici hiper-casual precum Up Shadow, Pi’s Adventures, Impossible Bunny și multe altele. Datorită standardelor în creștere pe care le urmărește echipa, multe dintre aceste prime jocuri nu mai sunt disponibile pe piață acum.

## Colaborări
Primul joc creat în colaborare cu un influencer a fost un platformer: „Nelson in Aventură”. Ideea este simplă: trebuie să sari peste obstacole, în timp ce în fundal caracterul Nelson spune replici populare și amuzante. Acest joc a avut un succes uriaș în România, fiind în TOP 10 jocuri pe iOS și Google Play timp de multe zile, locul doi pe App Store (Toate jocurile) fiind cel mai bun clasament al său.
A doua colaborare a fost „Atenție, Cad Mere!”, un joc care în limba română este literalmente cum sună: tu controlezi un măr care cade pe deal și trebuie să evite vârfurile. Jocul are, de asemenea, un mod în care puteți răspunde la întrebări de cunoștințe generale, lăsând mărul să cadă acolo unde este răspunsul corect. Este un joc educativ, deoarece îți stimulează cunoștințele, iar utilizatorii pot învăța lucruri noi din informatii reale ce sunt afisate de fiecare dată când mori în joc.
Ultimul joc realizat în colaborare cu un influencer a fost „Hot Rush”, un joc de aventură cu grafică 8-bit, în care personajul principal este Antonio, care se referă la Antonio Pican, un Youtuber român cu o comunitate mare.
După această perioadă, strategia echipei s-a axat pe dezvoltarea Unity și au început să creeze jocuri trivia și quiz-uri axate pe subiecte populare care sunt iubite de oameni din întreaga lume, iar persoanele vizate sunt fanii înfocați și cei care adoră filmul, serialele , jocuri video sau echipe sportive.

## Jocuri sociale și povești interactive
ALLY este primul joc social creat de Wyverin Entertainment și este un joc care necesită cel puțin 3 jucători să fie în aceeași cameră. Jocul este simplu: primești un cuvânt aleatoriu și trebuie să-l descrii aliatului tău în câteva secunde. Ally poate fi jucat numai pe telefonul smartphone cu prietenii și membrii familiei.
Din septembrie 2020, echipa a început să creeze aplicații care pot reda povești interactive bazate pe text în care experiența este adaptată de deciziile luate de jucători. În timpul petrecut creând jocuri și aplicații, au creat, de asemenea, videoclipuri amuzante și educative și au oferit sfaturi si informatii despre dezvoltarea jocurilor comunității lor.